# خاندان کلانتر باغمیشه
خاندان کلانتری از خاندان‌های مهم در دوره قاجار در کشور بودند. خانواده کلانتر پشت در پشت کدخدای مناطقی در ایران بودند و از اعیان و ملاکان ایران به شمار می‌رفتند. به سبب ازدواج دختر میرزا صادق کلانتر با عباس میرزا این خانواده با فامیل فرمانفرمائیان نیز نسبت خویشاندی داشتند. حکومت قاجار به دلیل اعتمادی که به خاندان کلانتری داشت به بسیاری از آنان مقام و منصب در کشور داد، در دوره پهلوی و پس از اجباری شدن داشتن نام خانوادگی، نوادگان خاندان کلانتر، نام‌های خانوادگی «کلانتری» و «امیرکبیریان» را انتخاب کردند.

## تاریخچه
جد اعلای خانواده کلانتر، حاجی نجف صوفی از معاصران شاه سلیمان صفوی بوده‌است. پسر او حاجی‌آقابابا و پسر حاجی‌آقابابا، حاجی محمدصادق نام داشت. این خاندان از دیرزمان عارف و صوفی‌مسلک بودند و در بیرون از قلعه‌ی تبریز در کوی باغمیشه که از نواحی سرسبز بیشه‌زار سمت شرقی شهر بود، زندگی می‌کردند و در آنجا خانه‌های مفصل و باغ‌های بزرگ ساخته بودند.

### حاجی صادق کلانتر
حاجی محمدصادق پسر حاجی آقابابا که همچون پدر خود از بزرگان تبریز شمرده می‌شد و پس از پدر کدخدای باغمیشه شد، مردی توانگر و مورد احترام اهالی شهر بود. هرگاه فتحعلی‌شاه به تبریز می‌آمد، رسم بر این بود که منجمان «ساعت سعد» ورود شاه را به شهر تعیین کنند و شاه تا رسیدن آن زمان، بیرون شهر در خانه‌ی حاجی صادق مهمان می‌شد. حاجی صادق در اواخر عمر از دارایی‌ها و املاک خود دست کشید و در کربلا معتکف شد و در همانجا درگذشت.
از او پنج فرزند، سه پسر و دو دختر باقی ماند، پسرانش محمدحسن‌خان یوزباشی، حاجی محمدخان سرکشیکی‌چی باشی و علیقلی‌خان کلانتر بودند. یکی از دخترانش به نام «عزت نساء خانم» با عباس میرزا ولیعهد ازدواج کرد و دختر دیگرش به ازدواج میرزا حسن‌خان مستوفی‌الممالک درآمد.
محمدحسن‌خان در جنگ‌های ایران و روسیه شرکت کرده بود و به سبب فداکاری‌های خود از عباس میرزا لقب «خان» گرفت. او علاوه بر جنگاوری، در ادبیات و شعر نیز تبحر داشت و با تخلص «سرهنگ» شعر می‌سرود. رضاقلی‌خان هدایت از او در کتاب مجمع‌الفصحاء نام برده است و شماری از اشعارش را نقل کرده‌است.
حاجی محمدخان نیز در جنگ‌های ایران و روسیه شرکت داشت و مورد توجه عباس میرزا قرار گرفت و لقب «خان» دریافت کرد. پس از مدتی به ریاست قراولان عباس میرزا رسید و به  «کشیک‌چی‌باشی» ملقب شد. در زمان ولیعهدی محمدشاه، او را در سفر خراسان همراهی کرد و در جنگ هرات که در دوران سلطنت محمدشاه اتفاق افتاد، شرکت جست. او علاوه بر اینکه منصب سرهنگی داشت، در جمادی‌الثانی ۱۲۶۴ قمری از سوی ولیعهد ناصرالدین میرزا به شغل «وکالت وظایف و مستمریات آذربایجان» منصوب شد. در متن این فرمان از فداکاری‌های حاجی محمدخان در دوران ولیعهدی عباس میرزا، چنین سخن رفته است:«حاجی محمدخان باغمیشه‌ای که از اعیان نجبای دارالسلطنه تبریز است و خود نیز در مراسم خدمت از قدیمی چاکران این دولت قوی شوکت می‌باشد، در رکاب غفران مآب نایب‌السلطنه مرحوم ... به صداقت و درستی خدمت کرده و در سفر همدان از مال و عیال خود گذشته و با عیال نایب‌السلطنه مرحوم مهاجرت کرده.» عبدالعلی‌خان ادیب‌الملک در سفرنامه به آذربایجان (۱۲۷۳ قمری) از وضع زندگی پسران حاجی‌محمدخان و باغ‌ها و عمارت‌هایی که به دستور آن‌ها ساخته شده بود، به تفصیل سخن گفته است.
پسر دوم حاجی صادق، حاجی میرزا علی‌نقی‌خان است که به عنوان مستوفی وارد دستگاه دیوانی تبریز شد و از این رو به «میرزا» شهرت یافت. او نیز مردی عارف‌منش و آبادگر بود و چندین باغ و قنات و آسیاب در باغمیشه احداث کرده بود که همه به نام او خوانده می‌شد. حاجی علی‌نقی در سال ۱۲۶۹ قمری کلانتر تبریز شد و در سال ۱۲۷۴ قمری، بیگلربیگی و سال بعد (۱۲۷۵ قمری) در کربلا از دنیا رفت.
«عزت نساء خانم»، دختر حاجی صادق، با عباس میرزا پسر فتحعلی‌شاه ازدواج کرده بود و معروف است که زن مورد علاقه‌ی عباس میرزا بود. او صاحب دو پسر به نام‌های جعفرقلی میرزا و فیروز میرزا و یک دختر شد. فیروز میرزا لقب فرمانفرما داشت و از شاهزادگان مقتدر قاجار در دوره ناصرالدین‌شاه بود که در ایالت‌های کرمان و فارس حکمرانی کرده بود. فرزندان و نوادگان او نیز همگی افرادی برجسته بودند، از جمله عبدالحسین میرزا فرمانفرما حکمران و سیاستمدار معروف دوره قاجار، نجم‌السلطنه که مادر محمد مصدق (نخست وزیر ملی‌گرای ایرانی) بود و دختر دیگرش سرورالسلطنه همسر مظفرالدین‌شاه.
دختر دیگر حاجی صادق با میرزا حسن مستوفی‌الممالک که در زمان عباس میرزا در دستگاه قائم‌مقام فراهانی در تبریز کار می‌کرد، ازدواج کرد  و صاحب سه دختر و یک پسر شد. پسرش میرزا یوسف آشتیانی پس از میرزا حسن‌خان، مستوفی‌الممالک ایران و سپس صدراعظم ناصرالدین‌شاه شد. میرزا یوسف پدر حسن مستوفی، سیاستمدار معروف دوران مشروطه است که بارها در دوران سلطنت احمدشاه قاجار و سپس رضاشاه، نخست‌وزیر بود.

### حاجی میرزا مهدی‌خان کلانتر
حاجی میرزا مهدی، پسر حاجی میرزا علی‌نقی‌خان در سال ۱۲۲۹ قمری به دنیا آمد و در سال ۱۲۷۴ قمری، پس از آنکه پدرش بیگلربیگی تبریز شد، بجای او به کلانتری تبریز منصوب شد و از آن زمان به «حاجی کلانتر» شهرت یافت. حاجی کلانتر مردی تحصیل‌کرده، عالم، ادیب، شاعر و درویش‌مسلک بود و زندگانی بسیار ساده‎ای داشت. او در کوی ششگلان و باغمیشه گرمابه، آب‌انبار، بازارچه، میدان، مسجد و دکان‌های متعدد ساخت و زمین‌های بایر بسیاری را آباد کرد و قناتی به نام «مهدی‌آباد» یا «قنات کلانتر» برای محله‌های باغ‌میشه و ششگلان جاری ساخت. در سال ۱۳۰۶ قمری بیگلربیگی تبریز شد و در ۱۳۱۱ قمری در هشتاد و دوسالگی درگذشت.  او از ازدواج با دختر حاجی میرزا هاشم وزیر از خاندان سادات قاضی طباطبایی تبریزی یک دختر و پنج پسر داشت:
1. گوهرسلطان‌خانم، با میرزا سید معصوم‌خان طباطبایی تبریزی ازدواج کرد که جداعلای خانواده سراج‌میر است.
2. رحیم‌خان، که نوادگان او نام فامیلی کلانتری داشتند
3. جوادخان معتمدالدیوان، با زیبنده خانم خواهر حاجی میرزا اعیان ازدواج کرد، نوادگان او نیز نام کلانتری را انتخاب کردند
4. میرزا صالح آصف‌الدوله، در سال ۱۲۷۰ قمری متولد شد. در سال ۱۳۰۰ قمری آجودان مظفرالدین میرزا ولیعهد شد و در سال ۱۳۰۶ قمری با قمرتاج خانم امیرالحاجیه نوه میرزا تقی‌خان امیرکبیر ازدواج کرد و صاحب چهار فرزند به نام‌های اعتبارالدوله، سهام‌السلطنه، سالار اکرم و الفت‌الدوله شد. در سال ۱۳۱۰ قمری لقب معتمدالدیوان گرفت و در سال ۱۳۱۳ قمری بیگلربیگی تبریز شد. در سال ۱۳۲۰ قمری به حکومت قزوین رسید و تا سال ۱۳۲۴ در این مقام باقی بود. پس از آن به تناوب حکومت گیلان و زنجان را داشت و نهایتاً در سال ۱۳۴۸ قمری در تهران درگذشت. از آنجایی که فرزندان میرزا صالح از طرف مادرشان به امیرکبیر نسب می‌بردند، نام خانوادگی امیرکبیریان را برای خود انتخاب کردند.[۷]
5. شرف‌الدوله کلانتر (۱۲۷۲–۱۳۵۱ قمری) نماینده مردم تبریز در دوره اول مجلس شورای ملی بود. با صاحب سلطان خانم دختر حاجی میرزا علی اعیان ازدواج کرد. او پدر هدایت‌الله‌خان، عنایت‌الله‌خان و ایوب خان کلانتری بود.
6. میرزا اسحاق خان معززالدوله[۸] با محترم‌الحاجیه دختر موسی‌خان ازدواج کرد و پدر موسی‌خان، حسین‌خان و رضا کلانتری بود.

## نگارخانه

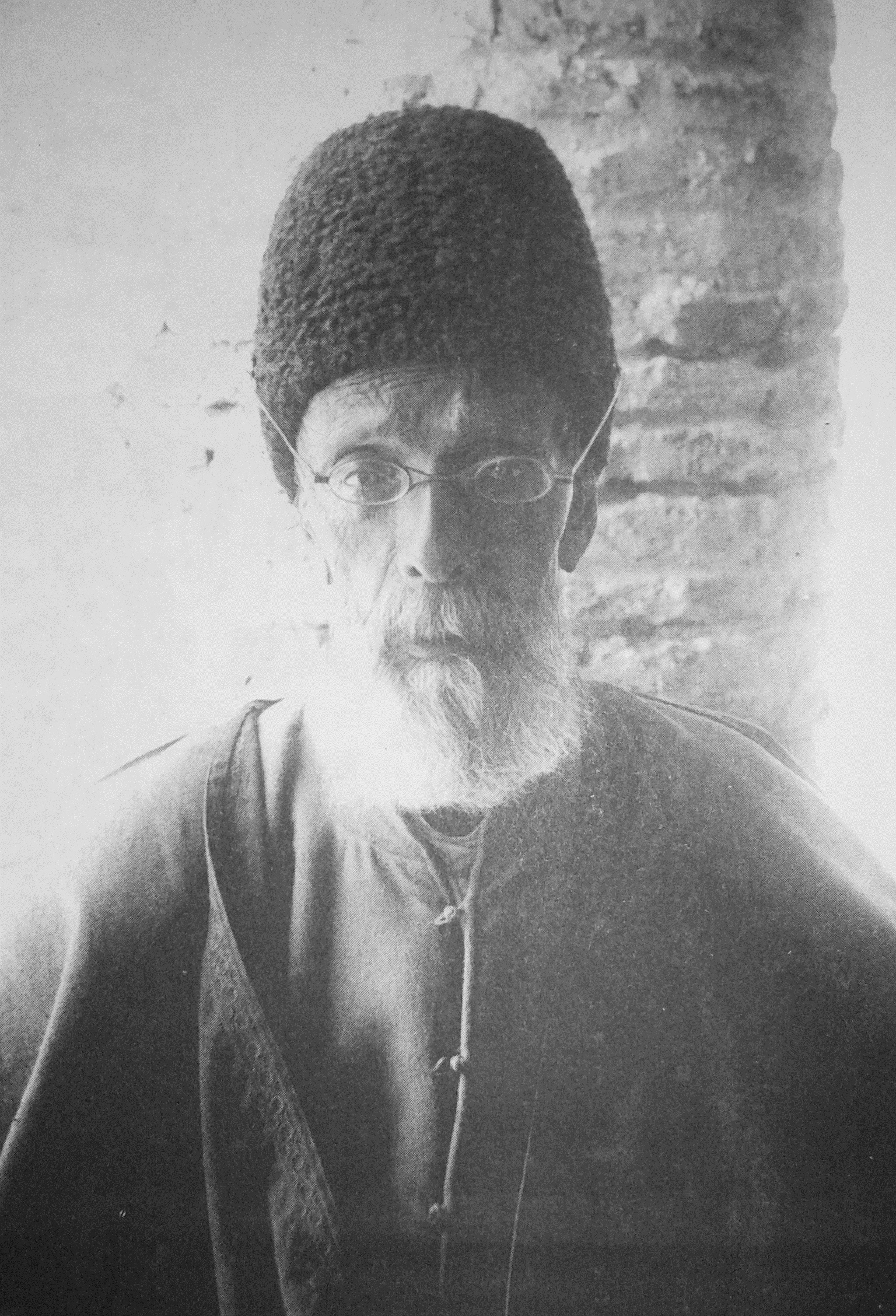
حاج میرزا مهدی کلانتر
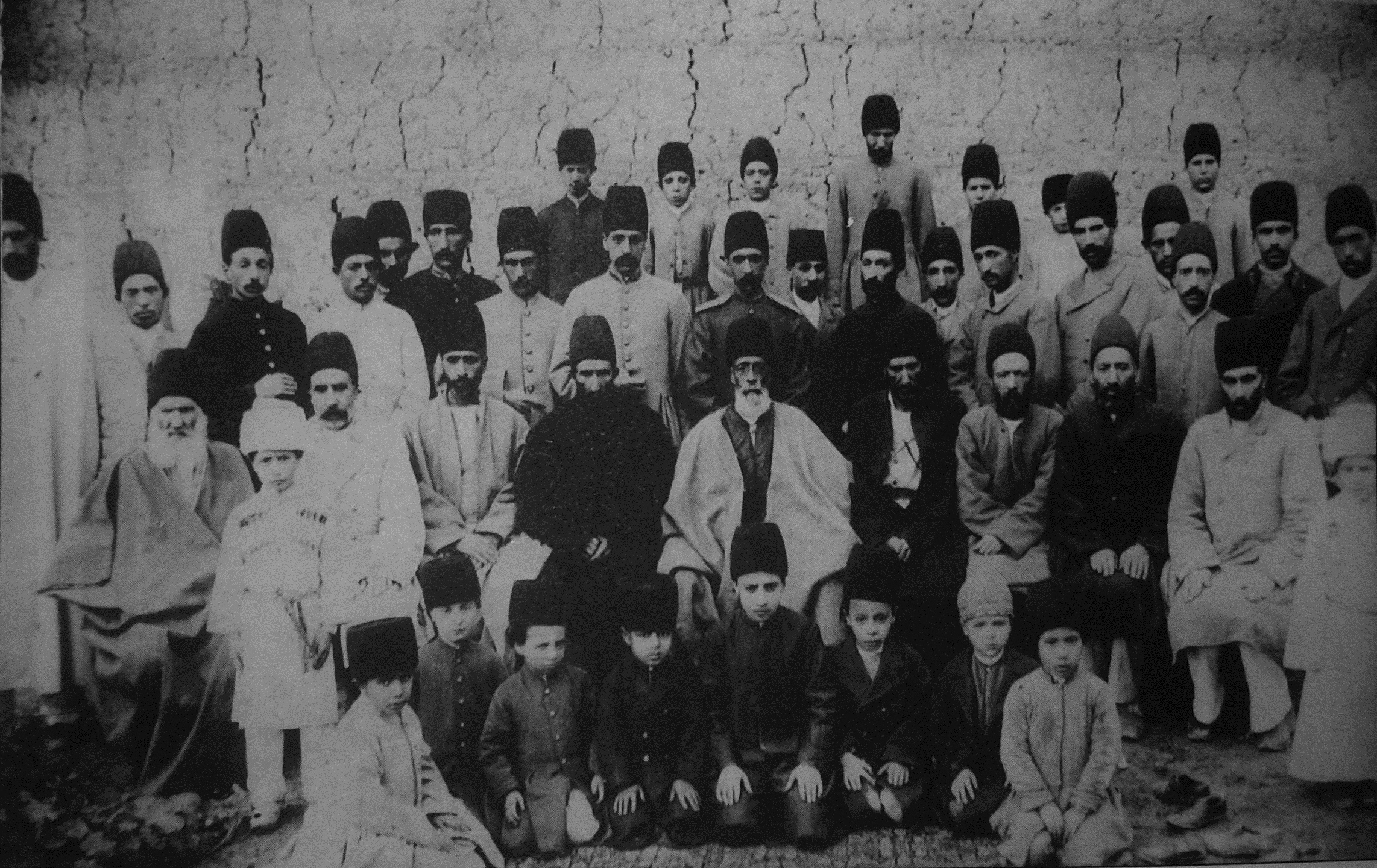
عکسی از حاج میرزا مهدی در میان برادران و پسران و نوادگان در سال ۱۳۱۱ قمری
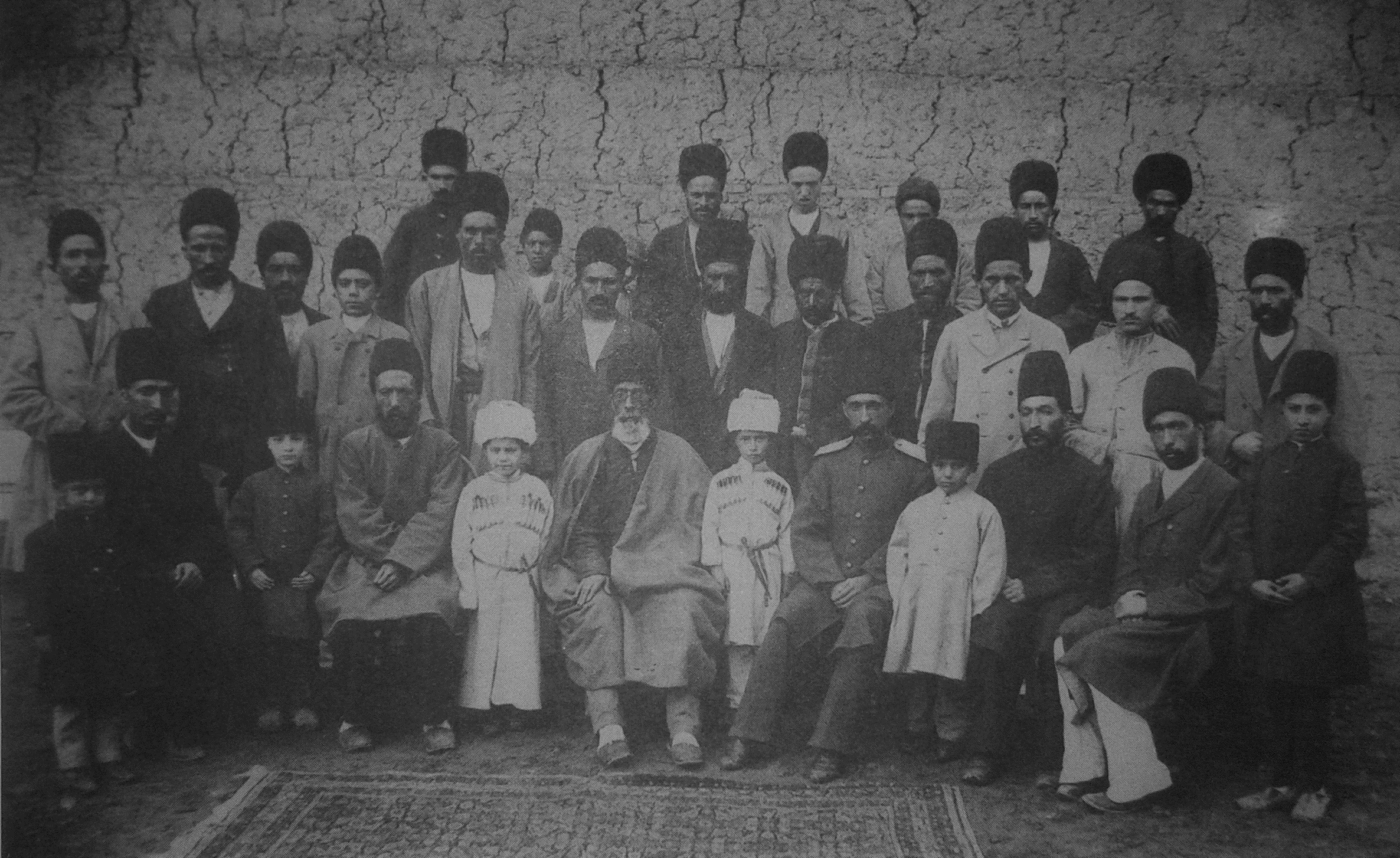
حاج میرزا مهدی کلانتر در میان پسران و نوادگانش
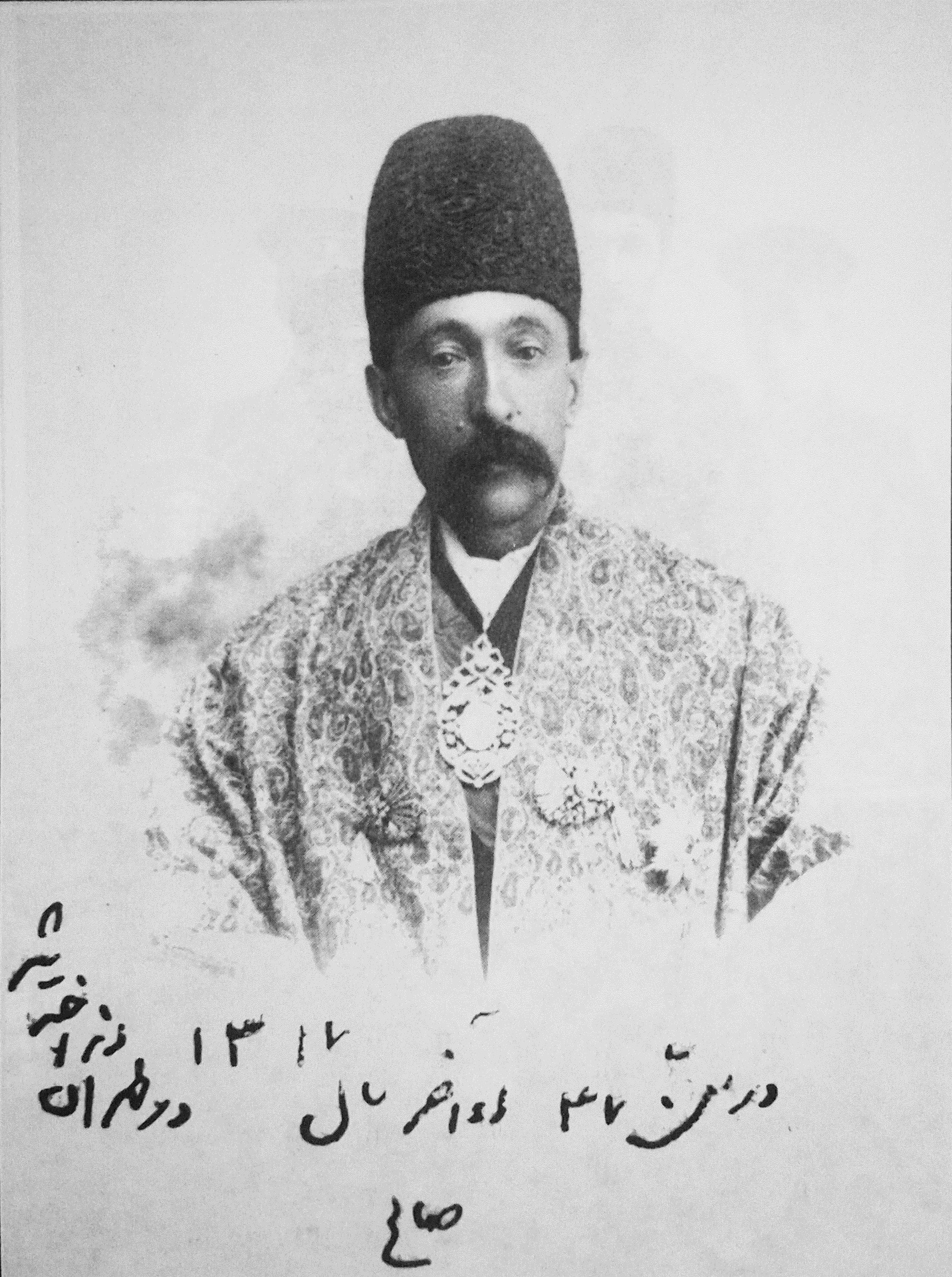
میرزا صالح‌خان آصف‌الدوله
میرزا ابراهیم‌خان شرف‌الدوله کلانتر
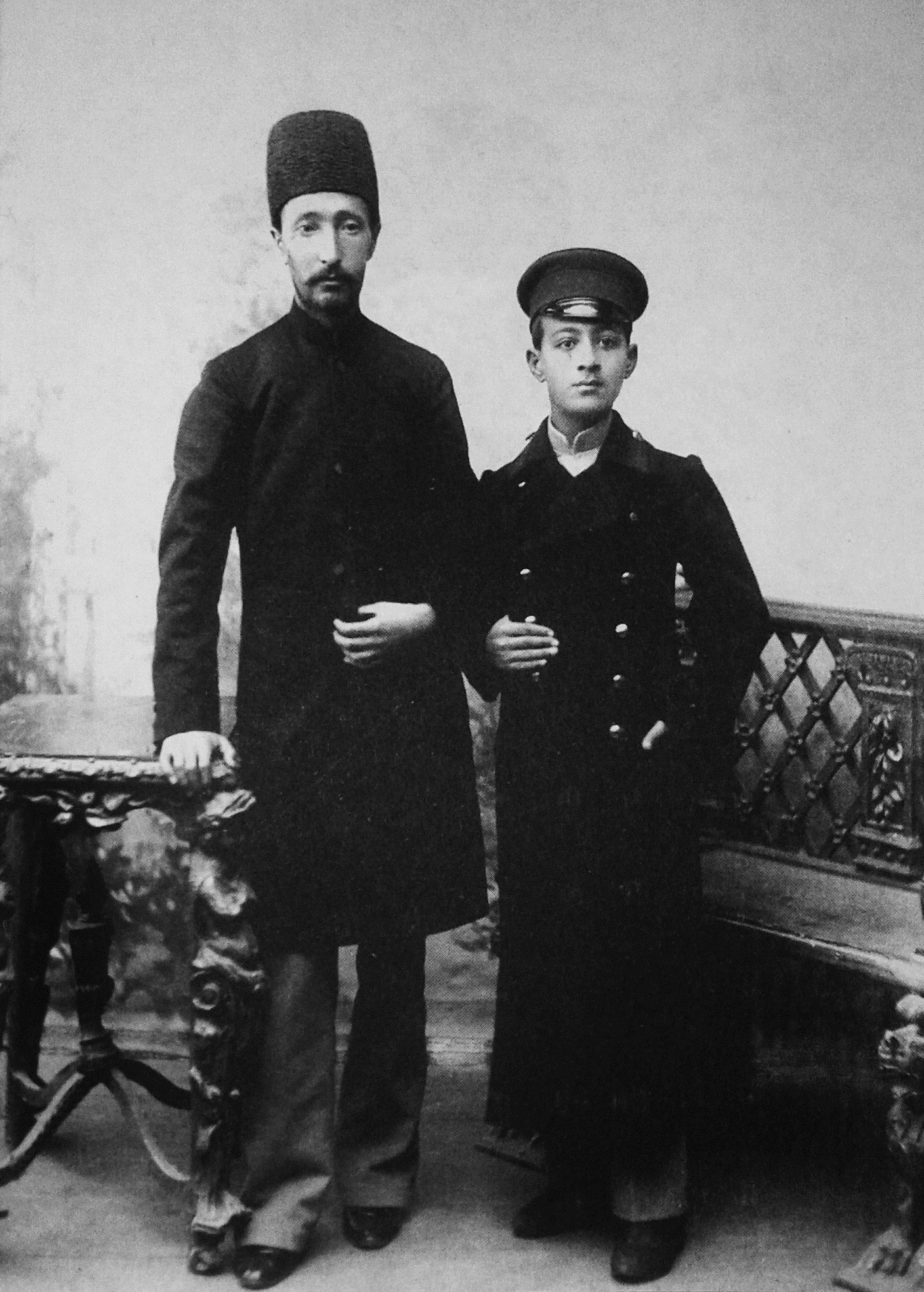
شرف‌الدوله کلانتر به همراه پسرش هدایت‌الله‌خان در تفلیس
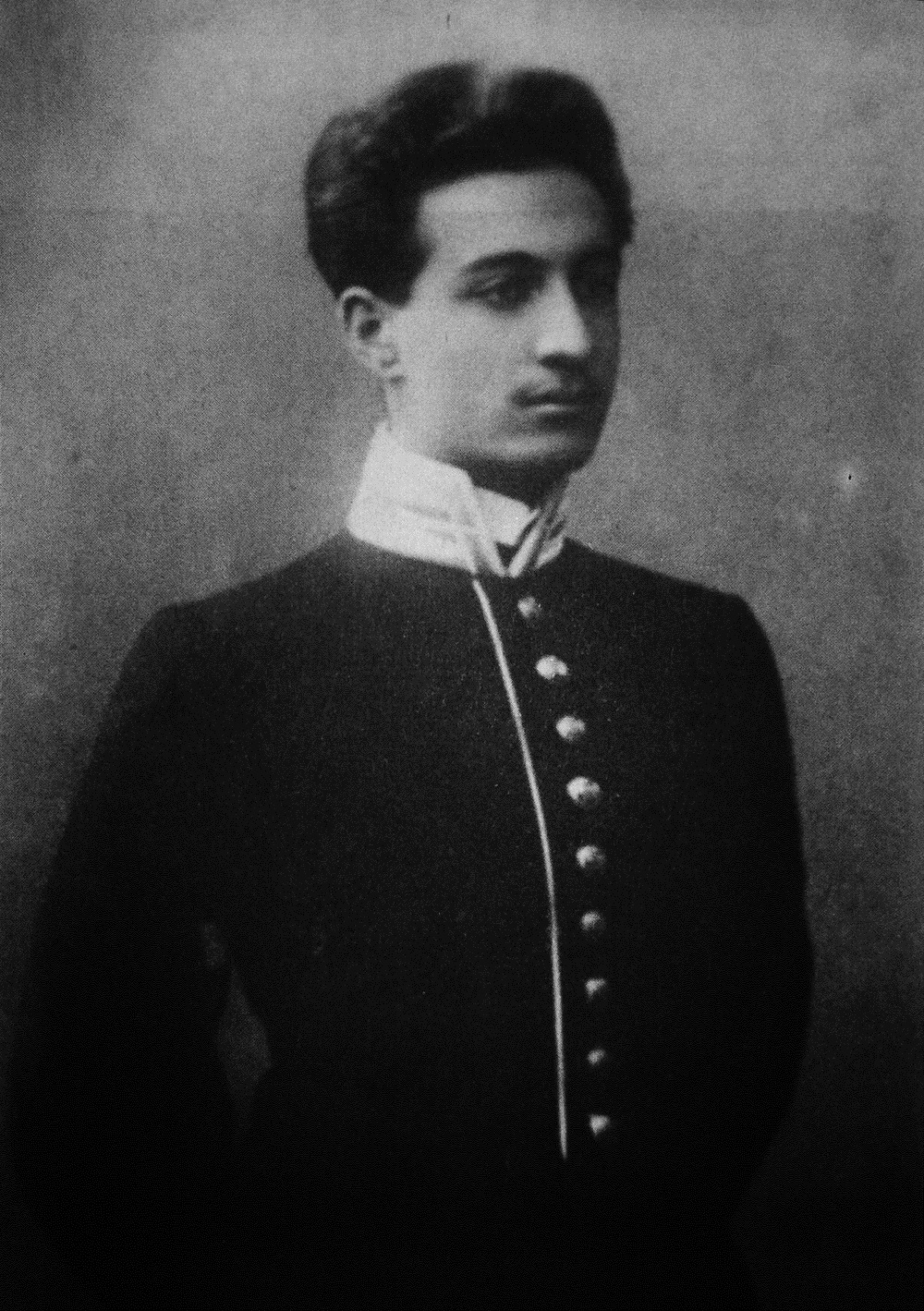
مهندس هدایت‌الله کلانتری هنگام تحصیل در روسیه
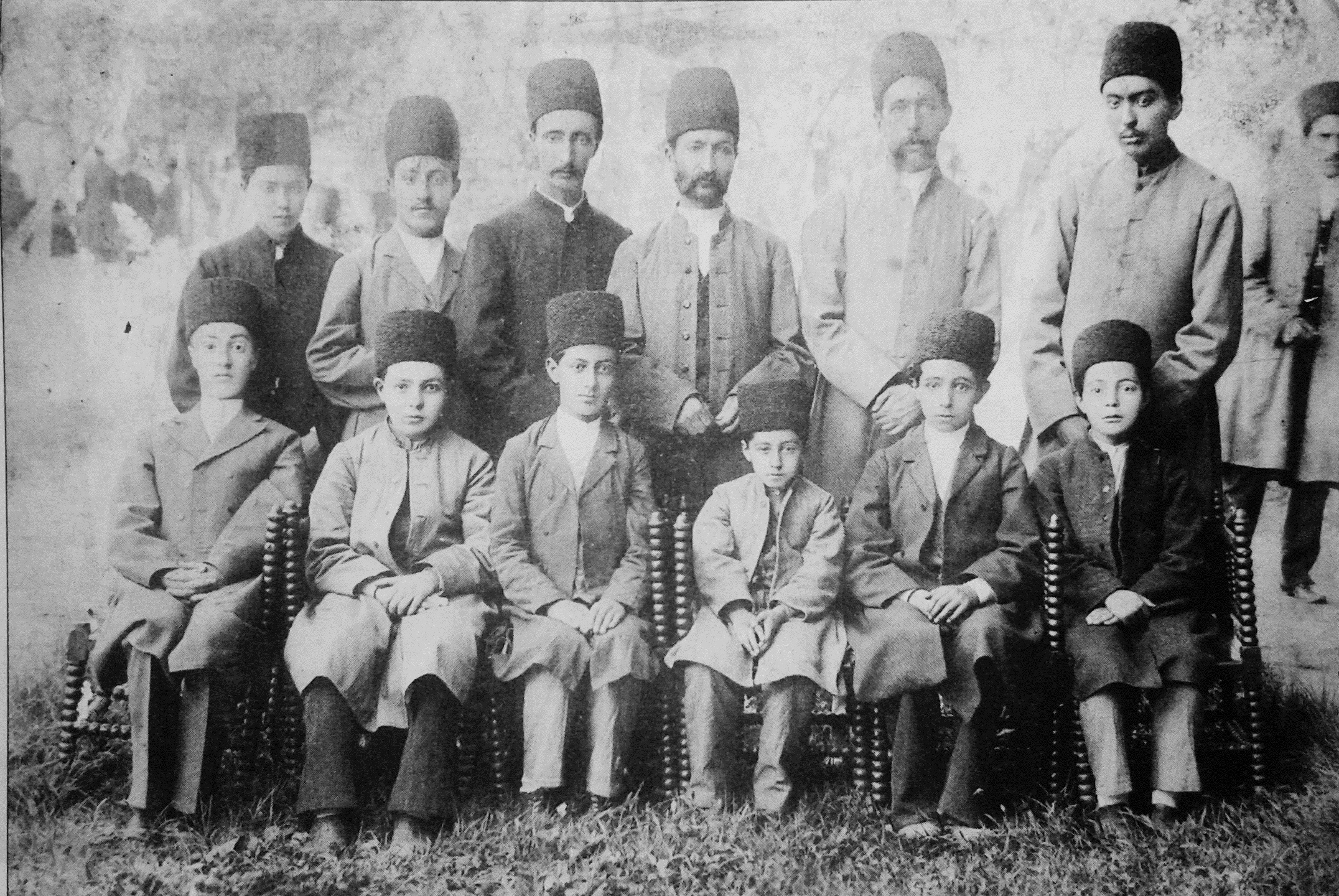
نوادگان میرزا مهدی کلانتر در باغ حاجی بدل

## یادداشت
1. ↑  که بعدها با نام ناصرالدین‌شاه به تخت سلطنت نشست